# 雨宮諒
雨宮諒（1980年—），日本輕小說作家。出身於愛媛縣。代表作《死後文》曾在2008年1月至3月播出同名電視動畫。

## 人物簡介
2003年，以短篇《箱》參加電擊文庫（MediaWorks／ASCII Media Works）舉辦的第10屆電擊小說大獎獲得選考委員鼓勵獎。次年2004年出道。

## 作品概覽
所有作品在電撃文庫刊載（MediaWorks／ASCII Media Works發行）。
- 夏月の海に囁く呪文（日语：夏月の海に囁く呪文）
- 死後文
- 花的佳音

## 相關項目
- 電擊文庫